# Anikka Albrite
Anikka Albrite (* 7. srpna 1988 Denver) je americká pornoherečka.

## Životopis

### Mládí
Narodila se v Denveru v Coloradu, ale vyrůstala v Arizoně. V mladí se přestěhovala do Kalifornie, kde žije dosud (2017). Krátce žila také ve Wisconsinu. Je bývalou technickou laborantkou, jež studovala dva obory, molekulární biologii a obchod. Její rodiče a čtyři sourozenci její profesi přijala.

### Osobní život
Sama o sobě tvrdí, že je bisexuální. V březnu roku 2014 se provdala ze pornografického herce Micka Bluea. Tvrdí, že jsou mimo práci "velmi monogamní". V roce 2015 vyhrála spolu s Mickem cenu AVN za "Female and Male Performer of the Year". Jsou prvním manželským párem, který kdy vyhrál obě ceny zároveň.
Do pornografického průmyslu vstoupila v říjnu roku 2011. Albrite, Mick a Maestro Claudio vytvořili v červnu roku 2015 BAM Visions pro Evil Angel. Jejím režijním debutem byl film Anikka’s Bootycise. Dne 4. června 2015 měla svůj celovečerní taneční debut Crazy Horse v San Franciscu a 23. ledna 2016 spoluúčinkovala na AVN Awards spolu s Joannou Angel a Kate Quigley.

## Mainstreamová média
Před její pornokariérou pracovala jako mainstreamová modelka a komparzistka v televizních pořadech.LA Weekly ji zařadil v roce 2013 na první místo na jejich seznam "10 Porn Stars Who Could Be The Next Jenna Jameson". V roce 2014, 2015, a 2016 byla také umístěna na seznam CNBC za "The Dirty Dozen: Porn's biggest stars". Roku 2015 hrála smrtku v rakouském hororu Chimney or Pit.